# 21429 Гулаті
21429 Гулаті (21429 Gulati) — астероїд головного поясу, відкритий 31 березня 1998 року.
Тіссеранів параметр щодо Юпітера — 3,561.